# Ballantinia antipoda
Ballantinia antipoda är en korsblommig växtart som först beskrevs av Ferdinand von Mueller, och fick sitt nu gällande namn av Elizabeth Anne Shaw. Ballantinia antipoda ingår i släktet Ballantinia och familjen korsblommiga växter. Inga underarter finns listade i Catalogue of Life.